# Horacio Fernández Inguanzo
Horacio Fernández Inguanzo, conegut com El Paisano, (8 d'abril de 1911, Llanes – 21 de febrer de 1996, Gijón) fou un dirigent comunista asturià nascut a Pesa de Pría. Era fill d'un mestre d'escola socialista i va participar ja des de jove en organitzacions polítiques d'esquerra. En esclatar la Guerra Civil va entrar en les milícies del Partit Comunista d'Espanya, en les quals va assolir el rang de tinent d'artilleria. Quan Astúries caigué sota el comandament de les tropes nacionals intentà anar-se'n a França amb el seu germà, però el capturaren a Tresviso i el condemnaren a mort.
Primer va ser enviat al camp de concentració de La Magdalena i més tard al Col·legi dels Escolapis, a Madrid. A causa d'un error amb el cognom va aconseguir quedar-se un mes més en el Col·legi, la qual cosa li va servir per a evitar l'execució, ja que se'n va canviar el criteri. Quan va sortir de la presó el 1943 va tornar a Gijón. En els seus anys de presidi va treballar construint carreteres i l'estació de ferrocarril de Santander. Va ser detingut novament en 1945 per les seves activitats en contra del règim franquista. Aquest cop va ser condemnat a 14 anys, encara que sortiria en 1954. En 1958 va passar de nou a la clandestinitat i va fugir a França usant documents falsos. Allí conegué Teresa Hoyos, amb qui es va casar el 1962. Durant el seu exili va viatjar per nombrosos països, alternant-lo amb entrades clandestines a Espanya. En una d'aquestes entrades va ser capturat a Mieres (Astúries), el 1969.
Va romandre detingut fins a la mort de Franco i l'amnistia que va decretar Adolfo Suárez. Després del polèmic congrés de Perlora del Partit Comunista d'Astúries en el qual Vicente Álvarez Areces i altres membres el van abandonar n'esdevingué el màxim dirigent. Va ser diputat pel PCE a les eleccions generals espanyoles de 1979 i 1982, i fou Conseller de Sanitat, Assistència i Seguretat Social del govern preautonòmic d'Astúries.